# Jacopo Amigoni
Jacopo Amigoni (Nápoles ou Veneza, 1682 – Madrid, 1752), ou Giacomo Amiconi, foi um pintor italiano dos estilos barroco e rococó que começou sua carreira em Veneza, porém viajou por toda Europa onde seus suntuosos retratos eram requeirdos. Ele pintava cenas religiosas e mitológicas além de retratos de importantes figuras da época, como Fernando VI de Espanha e sua filha Maria Antonieta de Bourbon, Maria Bárbara de Bragança, e Carolina de Ansbach e seus filhos Frederico, Príncipe de Gales, Ana, Princesa Real e Princesa de Orange, e Carolina da Grã-Bretanha. 